# 阿拉基斯平原
阿拉基斯平原（Arrakis Planitia）是土卫六梅佐拉米亚区（Mezzoramia ）内的一片平原，位于南半球南纬74-80度，东经113-134度之间。
阿拉基斯平原取名自“阿拉基斯”，一颗虚构沙漠行星，在弗兰克·赫伯特的小说《沙丘》中具有突出地位。该名称遵循了土卫六上的平原以赫伯特作品中的行星来命名的惯例。